# Anna Rossinelli
Anna Rossinelli (* 20. dubna 1987 Basilej) je švýcarská zpěvačka a skladatelka. Spolu s Manuelem Meiselem a Georgem Dillierem vystupuje v pop-soulovém triu. To působí pod jejím jménem. Reprezentovala Švýcarsko na Eurovision Song Contest 2011 v Düsseldorfu, kde jako tamější první zástupce od roku 2005 postoupila do finále. Zde obsadila 25. místo. Se svou formací vydala 2 alba, z nichž druhé Marylou obsadilo první místo v žebříčku švýcarské hitparády.

## Kariéra

### Počátky
Anna se narodila v Basileji. Od útlého věku se věnovala zpěvu a docházela na školu se zvláštním hudebním zaměřením. Později studovala na Basilejské škole jazzu, kde se kromě vokální průpravy a teorie naučila hrát na klavír. Ve třinácti letech poprvé profesionálně vystoupila. O rok později založila a capella formaci a začala vystupovat s pop-rockovou kapelou. Mimo to se živila jako číšnice a modelka.
V roce 2008 začala spolupracovat s Manuelem Meiselem a Georgem Dillierem, kteří také pocházejí z Basileje. Nejprve vystupovali pod názvem Anneclaire, později začali používat jméno Anna Rossinelli.

### 2011: Eurovision Song Contest

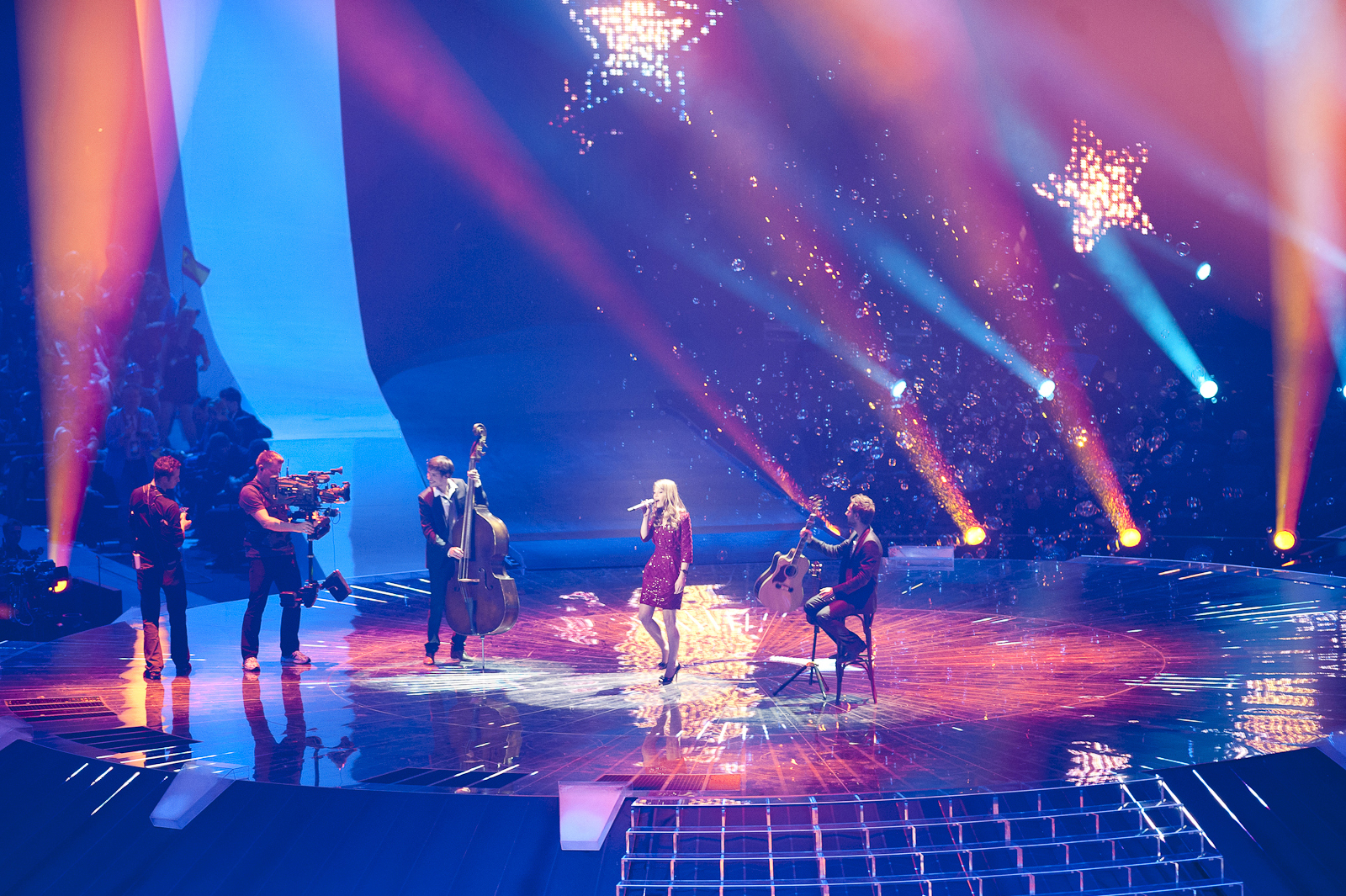
Anna Rossinelli na Eurovision Song Contest 2011 v Düsseldorfu.

V prosinci 2010 Anna se svojí skupinou zvítězila v národním kole Švýcarska do Eurovize. S baladou „In Love For A While“ následně 10. května 2011 vystoupili v mezinárodním semifinále v Düsseldorfu, odkud postoupili do finále. Stali se tak vůbec prvním švýcarským zástupcem od účasti kapely Vanilla Ninja (2005), kterému se to podařilo. Ve finále 14. května obsadili poslední 25. místo se ziskem 19 bodů – 10 ze Spojeného království, 5 ze Srbska a 4 ze Slovenska.
Po účasti na Eurovizi se Anna vydala na masivní turné na podporu debutového alba Bon Voyage. 14. října byl vydán singl „Joker“. Samotné album vyšlo 9. prosince 2011.

### 2012–současnost
V roce 2012 si v Curychu zazpívala s Jamesem Morrisonem. Vystoupila také s Andreasem Vollenweiderem a Adrianem Sternem. 6. března 2013 vydala píseň „Let It Go“, úvodní singl k druhému albu Marylou. To vyšlo 3. května a debutovalo na prvním místě švýcarské hitparády alb. 7. února 2014 znovu vydala své album Marylou pod názvem Marylou Two.

## Osobní život
Anna žije s Georgem Dillierem, který v jejím triu hraje na basu.

## Diskografie

### Alba
- 2011: Bon Voyage
- 2013: Marylou
- 2014: Marylou Two
- 2015: Takes Two to Tango
- 2019: White Garden

### Singly
- 2011: „In Love for a While“
- 2011: „Joker“
- 2012: „See What You've Done“
- 2013: „Let It Go“
- 2014: „Shine in the Light“
- 2015: „Bang Bang Bang“
- 2018: „Hold Your Head Up“
- 2020: „Victoria Line“ (Pegasus feat. Anna Rossinelli)